# Žytomyr
Žytomyr nebo též počeštěně Žitomír (česky zastarale Žitoměř, ukrajinsky Житомир, Žytomyr; rusky Житомир, Žitomir; polsky Żytomierz) je historické město ležící na severozápadě Ukrajiny na řece Teteriv, zhruba 130 km západně od Kyjeva; je střediskem Žytomyrské oblasti a největším městem i kulturním a hospodářským centrem regionu Volyň. Žije zde přes 260 tisíc obyvatel.

## Dějiny
Žytomyr patří k nejstarším městům na Ukrajině a býval jedním z důležitých středisek Kyjevské Rusi. První zmínky pocházejí již z roku 884. Roku 1320 se stal součástí Litvy, roku 1569 pak sjednoceného Polsko-litevského státu. V té době zde vznikla také početná židovská komunita.
Roku 1648 bylo město obléháno Bohdanem Chmelnickým. Pod ruskou správu přešlo po dělení Polska roku 1793 a brzy nato se stalo sídlem Volyňské gubernie. Koncem 19. století tvořili Židé třetinu ze 70 000 obyvatel; fungoval zde rabínský seminář a vyrůstaly zde mnohé osobnosti židovské kultury, mj. Chajim Nachman Bialik. Židovská komunita byla největší obětí nacistické okupace v letech 1941–1944. Ovšem už v letech 1937 až 1939 se zde popravilo mnoho tehdy sovětskému režimu nepohodlných osob. Dokonce byla stanovena kvóta, 500 popravených denně, která byla ještě navýšena na žádost popravčích. V roce 2003 byl na místě poprav postaven skromný památník. Mezi tehdy odhadem 15 000 popravenými bylo i mnoho volyňských Čechů. V zimě 1917–1918, po bitvách u Zborova a Tarnopole, ubytoval ve městě a okolí profesor T. G. Masaryk již od září 1917 většinu z 50 000 československých legionářů. Od roku 1937 je Žytomyr sídlem Žytomyrské oblasti (do roku 1991 Ukrajinské SSR, nyní nezávislé Ukrajiny).

## Kultura
V Žytomyru funguje vedle literárního muzea a dalších institucí také Konzervatoř Viktora Kosenka. Z města pochází mnoho hudebníků a skladatelů. Je zde 10 vysokých škol převážně technického zaměření.

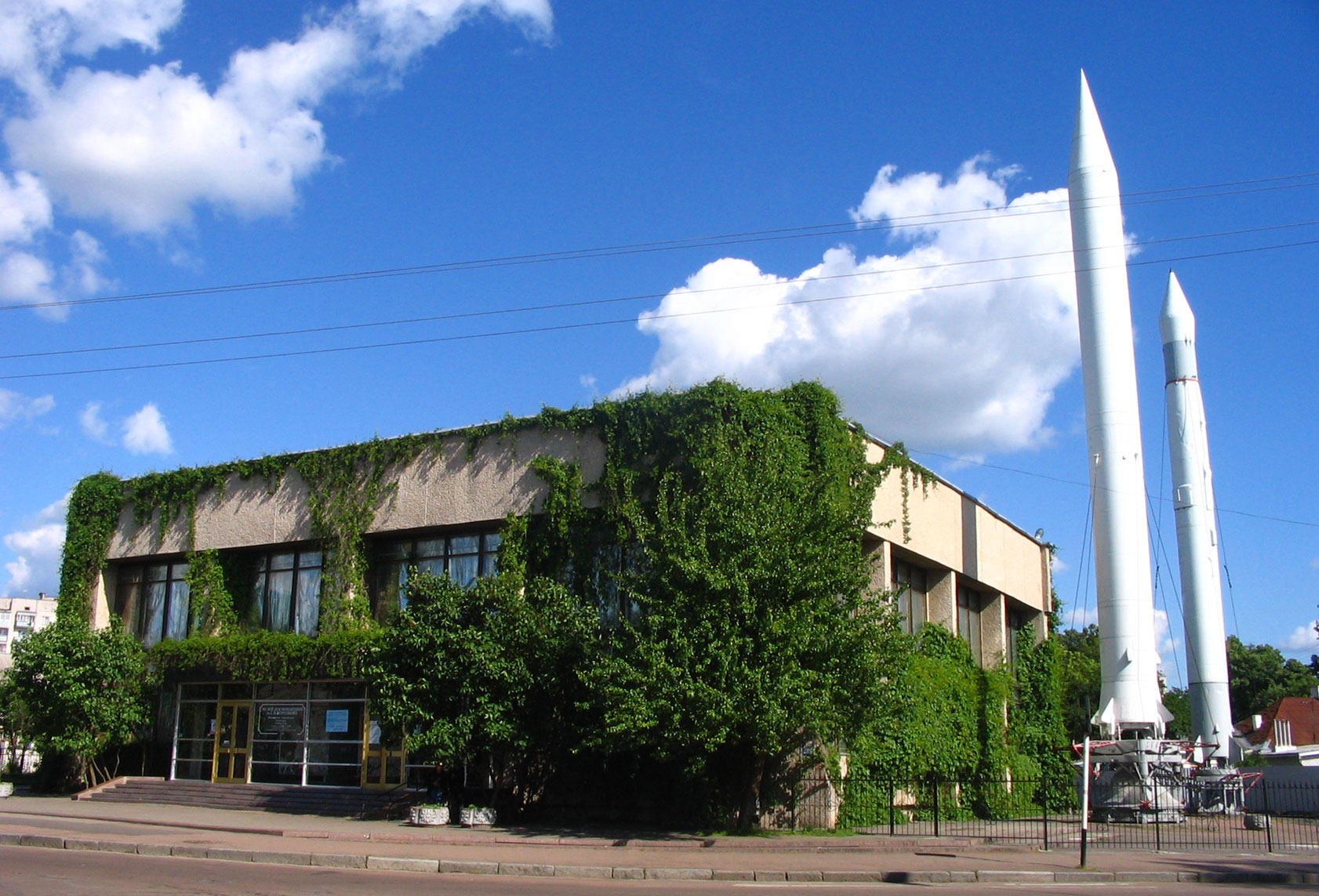
Koroljovovo museum

### Koroljovovo museum
Nejslavnějšího ze svých rodáků Sergeje Koroljova město uctilo založením Muzea kosmonautiky imeni Koroljova. Muzeum má dvě části, první je věnována Ukrajině, druhá expozice má název Člověk a vesmír. V muzeu je mnoho originálních exponátů z historie kosmonautiky, např. návratový modul Sojuzu 27 či skafandr československého kosmonauta Vladimíra Remka. Je zde i mnoho různých maket, např. lodi Sojuz nebo Lunochodu 2. Je zde dokumentováno také zapojení bývalého prezidenta Ukrajiny Leonida Kučmy, který byl dlouholetým ředitelem závodu Južnoje, kde se v utajení vyráběly komponenty kosmických raket.

### Pamětihodnosti
- římskokatolická katedrála sv. Žofie (18. století)
- „Polský hřbitov“ (založený v 18. století)
- budova divadla (1858)
- pravoslavný katedrální chrám Proměnění Páně (1864)
- bývalý luterský kostel (1896)
- zříceniny jezuitské koleje (18. století)
- synagoga (19. století)

## Rodáci Žytomyru

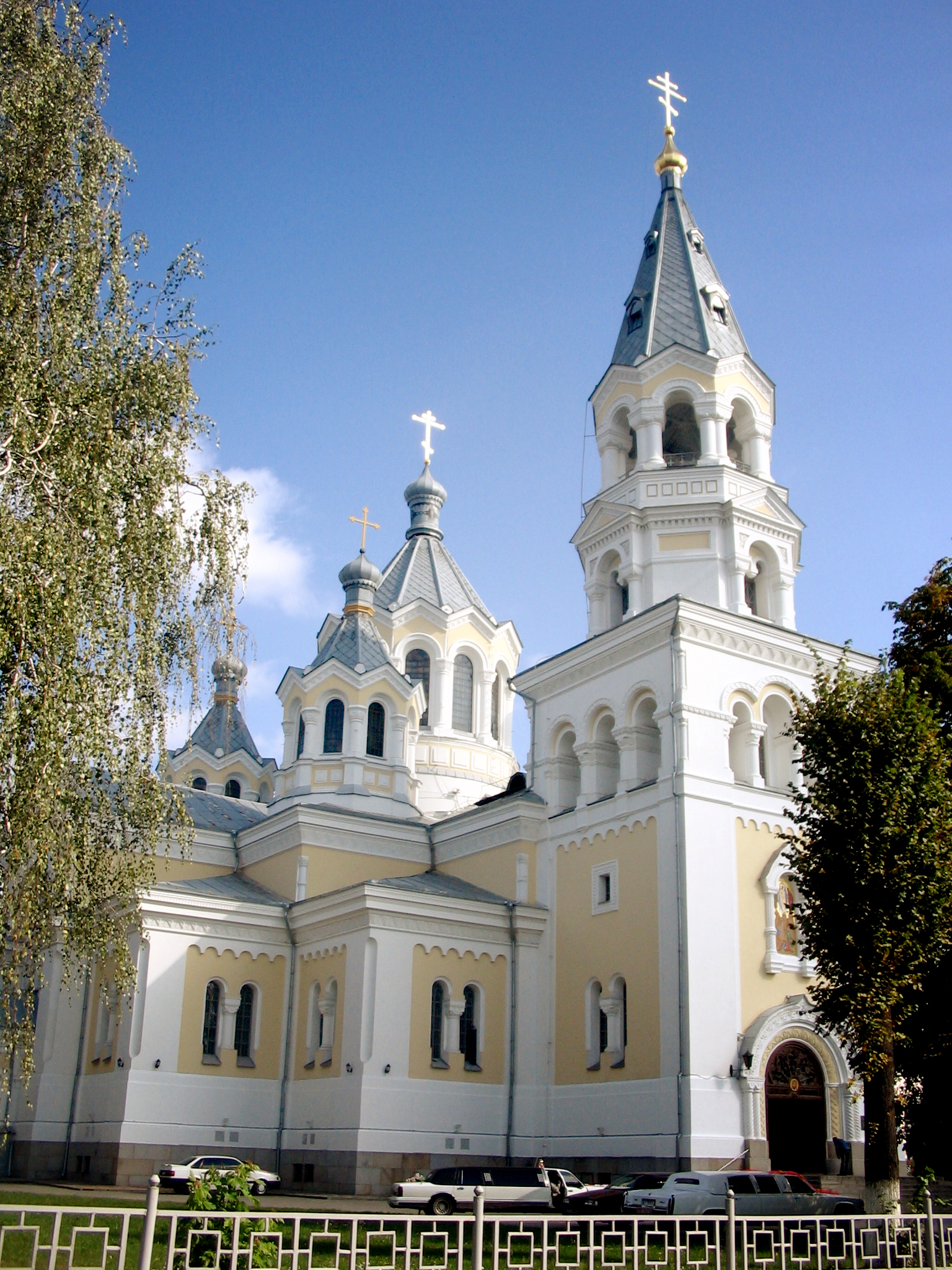
Preobraženskyj sobor v Žytomyru.

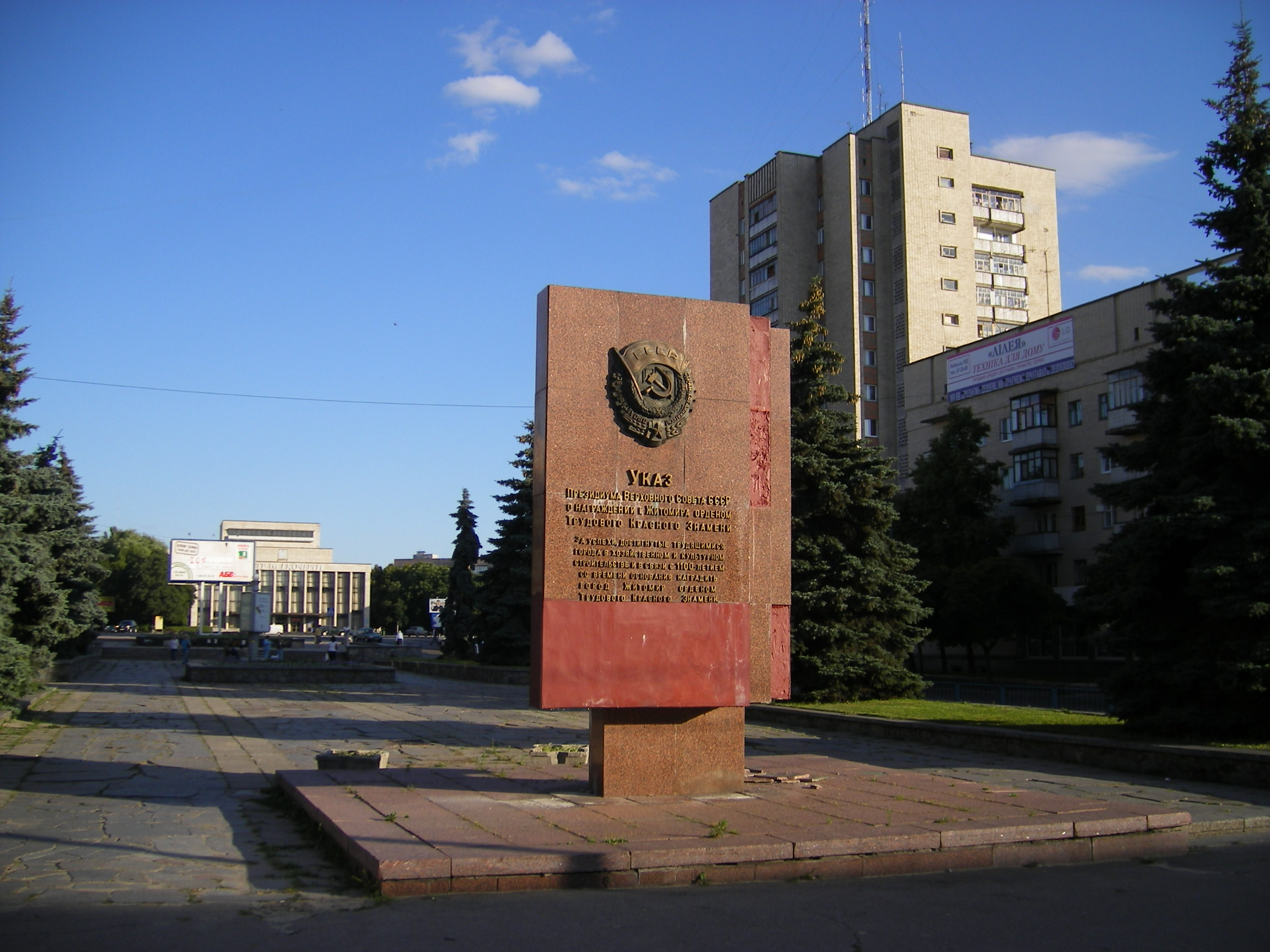
Náměstí Vítězství.

- Ossip Bernstein – francouzský šachový velmistr
- Tadeusz Borowski – polský spisovatel a novinář
- Jarosław Dąbrowski – polský revolucionář a generál
- Vladimir Korolenko – ruský spisovatel
- Sergej Koroljov – sovětský konstruktér
- Borys Ljatošynskyj – ukrajinský skladatel a dirigent
- Oleh Olžyč – ukrajinský básník, člen OUN
- Myroslav Popovyč – současný ukrajinský filosof a spisovatel
- Svjatoslav Richter – ruský pianista
- Valerij Ševčuk – ukrajinský spisovatel

## Hospodářství
Ve městě je zastoupen především sklářský, strojírenský, chemický a obuvnický průmysl, vyrábějí se tkaniny, autodíly a obráběcí stroje.

## Doprava
Žytomyr je poměrně významným dopravním uzlem. Leží na křižovatce hlavní silnice spojující Kyjev se západní Ukrajinou (součást evropského tahu E40) a trasy vedoucí z Běloruska na Vinnycji a do Moldavska. Je zde letiště, ale v současné době neslouží osobní dopravě. Uvažuje se o jeho využití pro bombardéry.
V Žytomyru se sbíhá pět železničních tratí, které jsou však vesměs jednokolejné a nepatří mezi hlavní tahy. Město má denně spojení s Kyjevem, Moskvou, Charkovem, Petrohradem, Kišiněvem a Oděsou, cílem regionálních spojů je pak Korosteň, Korostyšiv, Fastiv, Berdyčiv a Zvjahel.
Jako v jednom z prvních ukrajinských měst zde byla roku 1899 zavedena tramvajová doprava. Po doplnění trolejbusy roku 1962 prošla útlumem; jedna z hlavních linek však přežila i hospodářskou krizi konce 20. století a funguje dodnes. Trolejbusových linek je v provozu 18.